# Petr Flejberk
Petr Flejberk (* 30. května 1951 Hořice) je český spisovatel.

## Život
Od roku 1969 žije v Liberci, kde vystudoval Obchodní akademii a později jako úředník pracoval řadu let v administrativě v různých ekonomických pozicích. Jeho práce literární má těžiště též ve vydavatelské činnosti. Publikoval ještě v dobách studijních. Píše povídky, verše, básnickou prózu a fejetony. Autor publikoval svou tvorbu ještě v dobách studijních na střední škole, v řadě časopisů a tisku. Zpracoval také biografie osobností z jeho rodného kraje umělců, kumštýřů různých zaměření (sochařů, malířů a literátů) ...

## Dílo

### Knihy
- Quido Kocián: sochař bohem nadaný, peklem prokletý. ISBN 978-80-254-8142-4 (vydáno v roce 2005)
- Josef K. Šlehar: cizinec své doby. ISBN 978-80-254-8143-1 (vydáno v roce 2007)
- Ladislav Postupa, fotograf a grafik: è pericoloso sporgersi. ISBN 978-80-254-8144-8 (vydáno v roce 2008)
- Můj smutek má milión kořenů: život a dílo českého učitele, básníka a spisovatele Josefa Kocourka. ISBN 978-80-254-8145-5 (vydáno v roce 2009)
- Figurální tvorba – Ladislav Postupa. ISBN 978-80-260-1234-4 (vydáno v roce 2011)
- Nikdy není pozdě – Zuzana Postupová. ISBN 978-80-260-2314-2 (vydáno v roce 2012)

### Sbírky
- Starý kalendář I. ISBN 978-80-260-4690-5 (vydáno v roce 2013)
- Prstýnky. ISBN 978-80-260-5542-6 (vydáno v roce 2013)
- Návraty. ISBN 978-80-260-6561-6 (vydáno v roce 2014)
- Neklamná znamení. ISBN 978-80-260-7802-9 (vydáno v roce 2015)
- Kyvadlo času. ISBN 978-80-260-8882-0 (vydáno v roce 2015)
- Kormidelník v proudu času. ISBN 978-80-260-9996-3 (vydáno v roce 2016)
- Kompas života. ISBN 978-80-270-2388-2 (vydáno v roce 2017)

Petr Flejberk je uváděn ve Who is ...? (Kdo je ...?) od roku 2008 (Životopisná encyklopedie předních žen a mužů České republiky).